# St. Anna (Rubi)

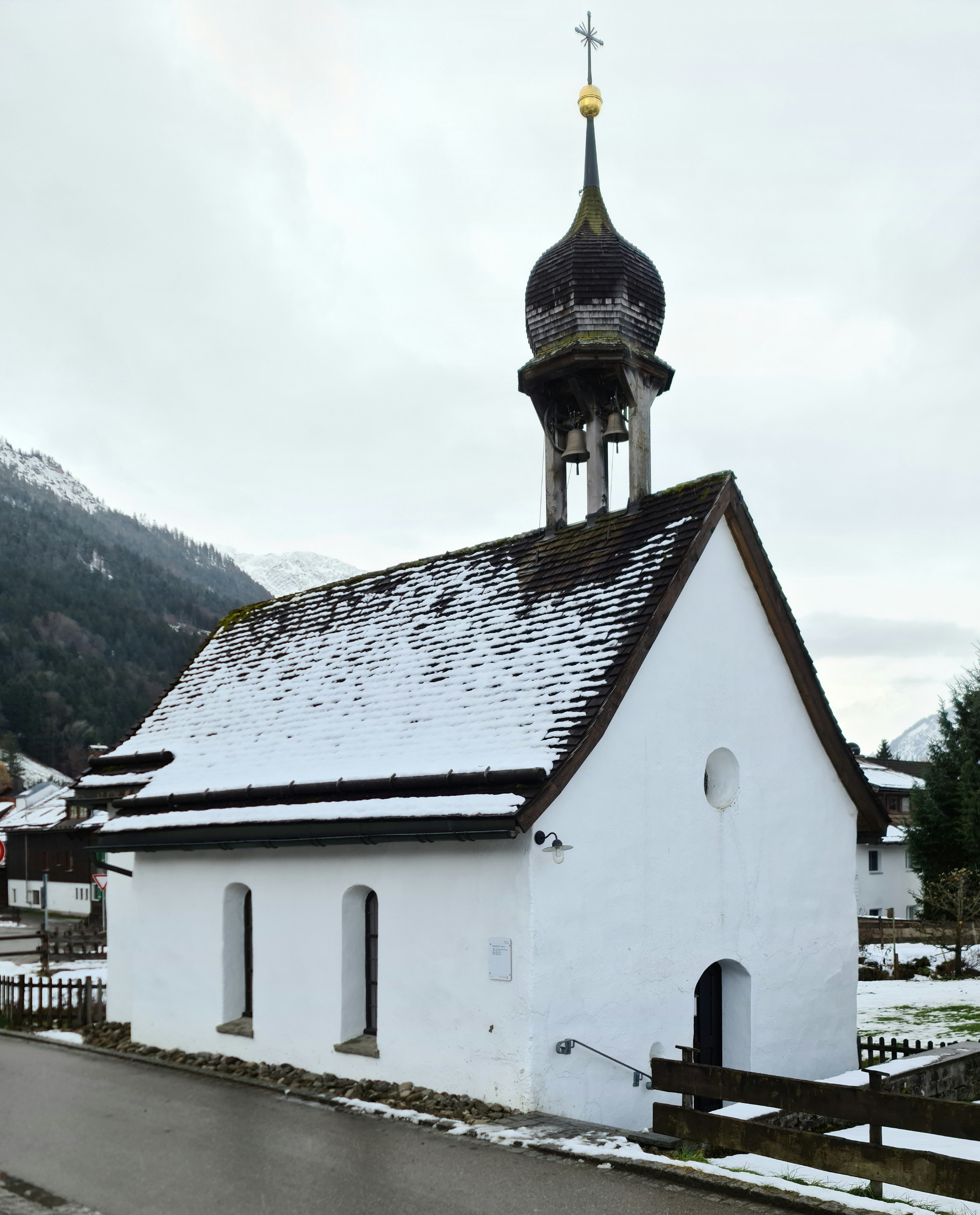
Kapelle St. Anna in Rubi

Innenansicht

Die Kapelle St. Anna im Oberstdorfer Gemeindeteil Rubi ist ein 1635 bis 1643 errichteter Sakralbau.

## Geschichte
Begonnen wurde mit dem Bau laut einer hölzernen Inschrifttafel an der Westwand im Jahr 1635 als Votivkapelle zu Ehren der heiligen Anna, zur Abwehr einer Seuche. Vollendet wurde der Sakralbau im Jahr 1643. Renovierungen an der Kapelle fanden in den Jahren 1772, 1854, 1908, 1947/48, 1959 und 1971 statt.

## Beschreibung

Altar

Der knapp 11 Meter lange Sakralbau liegt etwa 70 Zentimeter tiefer als die unmittelbar vorbeiführende Straße. Ein zweijochiges Langhaus mit korbbogigem Flachtonnengewölbe und der eingezogene tiefe Chor mit Dreiachtelschluss sind unter einem gemeinsamen Dach zusammengefasst, auf dem ein offener zwiebelbekrönter Dachreiter sitzt.
Die Decken sind mit zartem Frührokokostuck in Pastellfarbtönen verziert, wohl von Johann und Joseph Dornacher (um 1750/60). Die Decke des Chors zeigt im Zentrum des geschwungenen Rahmenfelds das Auge Gottes und zwei Engelsköpfe; an entsprechender Stelle der Langhausdecke steht ein Marienmonogramm. Die Rahmenfelder sind von reichem Laub- und Bandelwerk sowie Rocaillen umgeben.
Der Chor birgt einen qualitativ-kunstvollen Altar aus der Übergangsphase vom Spätbarock zum Régencestil, gefertigt von der Werkstatt des Melchior Eberhard. Das 1751 von Johann Michael Herz gemalte Altarbild zeigt, wie die hl. Anna ihrer Tochter Maria das Lesen lehrt. Seitlich stehen auf Konsolen die Heiligen Josef und Joachim. Im Altarauszug ist Gottvater zu sehen.
In den Wandnischen seitlich des Chorbogens sind die Skulpturen der Heiligen Isidor und Wendelin aus dem späten 18. Jahrhundert angebracht. An der Langhausnordwand hängt ein Kruzifix aus der Zeit um 1745/55. Gegenüber ist ein Gemälde mit der Darstellung der Heiligen Sippe von vor 1650 angebracht, es war das ehemalige Altarbild.
Zwischen den von Dionys Roman Weiß angefertigten Kreuzwegbildern (1794) befindet sich ein Votivbild, das eine Darstellung der Anna selbdritt in Wolken über einem Pferd darstellt, das 1659 von Lucas Reberlein angefertigt wurde. Ebenfalls zwischen den Kreuzwegbildern befindet sich ein Gemälde mit der Anbetung der Hirten, das wohl vom Malstil her aus dem frühen 20. Jahrhundert stammen dürfte, Quellen dazu fehlen.

Hl. Isidor mit Kreuzwegstationen
Gemälde Anbetung der Hirten
Gemälde Die Heilige Sippe (vor 1650)
Langhausdeckenstuck